# Arabikothanur, Kolar
Arabikothanur là một làng thuộc tehsil Kolar, huyện Kolar, bang Karnataka, Ấn Độ.